# Rigai rádió- és tévétorony
A rigai rádió- és tévétorony (lettül: Rīgas radio un televīzijas tornis) Lettország fővárosának egyik jelképe, az ország és az Európai Unió legmagasabb tornya. A torony 1979 és 1989 között épült a Szovjetunió központi kormányának finanszírozásával. 368,5 méteres magasságával egész Európa harmadik legmagasabb tornya (az 540 méteres Osztankinói tévétorony és a 385 méteres kijevi tévétorony után) és a világ 15. legmagasabb tornya.

## Története

### Előzmények
Az új tévétorony építésének ötletétől a megvalósításig hosszú út vezetett. Riga városában a modern tévétorony megépítése és üzembe helyezése előtt a műsorszórási feladatokat az 1955-ben épült és üzembe helyezett 110 méteres Āgenskalns tévétorony látta el. A torony az egykori Jelgava színház területén épült, és az Āgenskalns kerületről kapta a nevét. Már az 1960-as évek végén felmerült egy új televízióállomás építésének kérdése: a televíziós és rádiós műsorok száma kettőről négyre nőtt, és a Lett SZSZK-ban bővíteni kellett a műsorszórási területeket, valamint javítani kellett a jel minőségét. Ezenkívül az új toronyra azért is szükség volt, hogy a katonai és polgári védelem számára speciális kommunikációs lehetőséget biztosítson.
1967. július 30-án a Lett SZSZK Minisztertanácsa határozatot hozott egy új létesítmény építésének szükségességéről. 1972 végén Moisei Shkud főmérnököt és I. Ostrovskis vezető szakembereket hívták meg a Szovjetunió Távközlési Minisztériumának Össz-szövetségi Állami Tervező Intézetétől Rigába, hogy ajánlásokat tegyenek a torony építésére vonatkozóan. Érkezésük előtt már több lehetséges helyszínt is kiválasztottak - a Bābelītes-tó környékét, a Baloži kerületet, és Ulbrókát. De mindezeket a lehetőségeket elvetették. Ostrovskis és Škud megjegyezte, hogy a tévétornyokat nem csak műszaki építményekként, hanem turisztikai létesítményekként is építik, kilátóteraszokkal és éttermekkel, ezért a tornyot közelebb kellene helyezni Riga központjához. A szakértők a legmegfelelőbb helyszínnek egy szigetet tartottak a városközpontban, amelyet a repülőtérről utazva láttak, mint kiderült, ez a Zaķusala sziget volt. Ezt a helyet jóváhagyta Gunārs Asaris, Riga főépítésze és Jūrijs Rubenis, a Minisztertanács elnöke is.
A geológiai felmérések eredményei alapján kiderült, hogy a megfelelően szilárd geológiai rétegek, amelyekre az épületet alapozni lehetett, körülbelül 25 méter mélyen helyezkednek el. Ez drágábbá és bonyolultabbá tette az építkezést, de addigra már minden szinten megszületett a döntés az új torony helyéről. A főtervben szerepelt egy új tévé- és rádióközpont is: ez két 27 és 22 emeletes parabolikus toronyból és a körülöttük lévő parkosított területből állt volna. Az összes szerkesztőségi és adminisztratív irodát a tornyokban helyezték volna el, míg a földszinteken a felvételi stúdiók, a technikai helyiségek, a nyilvános előterek és kávézók kaptak volna helyet, valamint egy parkoló a szerkesztőségi járművek számára, amelyhez a szerkesztőségi irodából lifttel lehetett volna feljutni. Ez lett volna Lettország legnagyobb egy épületből álló komplexuma, de a grandiózus terveknek csak az első része valósult meg: csak a televíziós szerkesztőségi komplexum és a felvételi stúdiók, valamint a rádiószobák épültek meg.
Valamikor 1972 és 1979 között öt vázlatos tervet készítettek a tévétorony modelljéhez. A végleges változatot a Gunars Asaras vezette rigai építészek választották ki: a győztes csapat Kim Nikuradze, Nyikolaj Szergijevszkij és Viktor Szavcsenko volt. Az ötletes megoldás szerzője Kim Nikuradze grúz építész volt, aki úgy vélte, hogy acéltornyot kell építeni, de kifejezőbbet, mint az akkoriban Litvániában, Észtországban, Moszkvában és Berlinben megvalósuló vasbetonszerkezetek.

### Építése
A tévétorony építése 1979-ben kezdődött. Minden toronytartó pillér alá húsz vasbetoncsövet, azaz héjcölöpöt fektettek, amelyek 24-27 méter mélyen dolomitrétegben ágyazódnak. A cölöpöket speciális vibráló gépekkel ütötték be a talajba, amíg el nem érték a dolomitréteget,  ekkor a földet eltávolították, és a csövek belsejében lévő üregekbe betont öntöttek.
A tervezés során a különböző szakemberek figyelembe vették a legszélsőségesebb időjárási körülményeket. Kifejezetten a rigai torony számára találták ki a teljesen fémlemezekből álló szerkezetet, amelyhez a kijevi Paton Intézetben kifejlesztett speciális ötvözetet használták. A szerkezetet úgy tervezték, hogy a lehető legerősebb legyen, hogy a -40 °C alatti esetleges fagykároktól kezdve, amelyek mikrorepedéseket okozhatnak a fémen, egészen a Richter-skála szerinti 7,5-ös erősségű földrengésekig mindent kibírjon. Az alapok lefektetése után a toronyszerkezetek Cseljabinszkból vasúton érkeztek a Saulkalne állomásra. Éjszaka pótkocsikon szállították őket a szigetre, ahol daruval kirakodták, majd a földön szekciókba hegesztették őket. Minden hegesztési varratot ultrahangos ellenőrzésnek vetettek alá, hogy biztosítsák a szerkezet megbízhatóságát. Ezenkívül néhány hegesztési varratot (körülbelül 30 százalékát) egy hordozható röntgenkészülékkel vizsgáltak meg. Ezt követően a hegesztett egységeket daruval emelték fel, és speciális eszközök  segítségével helyükre emelték, ékekkel rögzítették, majd már a felvonóhídról belülről és kívülről is egymáshoz hegesztették.
A geodéziai ellenőrzésre azért is szükség volt, hogy a torony stabilitását biztosítsák az építés során, és hogy a támaszok hajlítása megfeleljen a projektben tervezett alaknak. Ezt a Rigai Politechniikai Intézet Geodéziai Tanszéke és a lett Építésügyi Minisztérium egyik alintézménye végezte. Évente egyszer meghívták Moszkvából az osztankinói komplexum vezető geodétáját, aki a tapasztalatai alapján méréseket végzett. Az eredmények mindig egybeestek a két lett szervezet által végzett mérésekkel. A tornyot nagyon nagy pontossággal szerelik össze, és a tervezett szerkezettől való eltérések néhány milliméterben mérhetők.
Az antennarész összeállításához egyedi mérnöki megoldásokat alkalmaztak. Az Osztankinó és más, a Szovjetunióban épített tornyok esetében az antennarészeket szekciókban szerelték össze, amelyeket aztán daruval emeltek fel és hegesztettek össze. A rigai rádió- és televízióállomás tornyának építésénél azonban akkoriban egy teljesen új és egyedülálló módszert alkalmaztak: az antennarészt valójában fordított sorrendben szerelték össze. Először magát az antennát építették fel a torony 3 lába között, amelyek között ekkor még nem építették ki a zárt tereket. Ezután a tornyot lépésről lépésre emelőszerkezetek segítségével egyre feljebb emelték. Minden egyes következő darabot a földön lévő torony alsó részéhez hegesztettek egy speciális állványon, azaz a rigai antenna felülről lefelé épült meg, ahogy feltolták a végső magasságába. Az antennarészt akkor szerelték össze, amikor a toronytartók csak részben voltak összeszerelve, mivel a toronydaru csak 107 méter magasságig tudta összeszerelni a tartókat. A további összeszereléshez egy másik darut használtak, amelyet az antennarészhez erősítettek. A torony antennarészének végül az úgynevezett központi keretre kellett támaszkodnia, amely most 88 méter magasan kezdődik. Amikor az antennarészt és a központi keretet összeszerelték, a teljes, mintegy 500 tonnás antennaszerkezetet 88 méter magasra emelték és felhúzták. A torony 1984. november 13-án érte el a tervezett 368 méteres magasságot.
A torony középső részének burkolatának kiemelése, amely foszfort, rezet, mangánt, krómot és nikkelt tartalmazó speciális Corten acélból készült, szintén összetett építési művelet volt. A 27 méter hosszú burkolati elemeket a földön hegesztették össze, majd onnan emelték be a helyükre.

### Felújítás
Az épület megnyitásától 2006-ig 93 méteres magasságban Vēja Roze (Szélrózsa) néven étterem is működött, ám ez azóta zárva van. Az épületet a 2010-es években évi 6000 turista kereste fel, ezt tervezték egy felújítással évi 200 000-re emelni, amit a hasonló rendeltetésű tallinni tévétorony felújításával az észtek már sikeresen elértek. A munkálatok azonban a jelentősen emelkedő költségek, a Covid-járvány és az orosz-ukrán háború miatt folyamatosan eltolódtak. A torony 2019 májusa óta zárva van a látogatók előtt, mivel ekkor tervezték a munkálatok megkezdését. A felújítás keretében tervezik egy Foucault-inga felszerelését és a korábbi légoltalmi bunkerek látogathatóvá tételét, valamint az étterem újranyitását is. 2024-ben bejelentették a projekt további csúszását, így a tervezett kezdés 2025-re tolódott, a költségek akár a 30 millió eurót is elérhetik.

## Építészeti jellemzői
A torony tervezője Kims Nikurdze grúz építész volt, a terveket Nikolajs Sergijevskis és Viktors Savčenko is jegyzi, az építőanyagok között pedig saaremaai dolomit, karéliai gránit és Cseljabinszkban előregyártott vasszerkezetek szerepeltek. Az összeszerelést a szentpétervári Északnyugati Vasművek Összeszerelő Tröszt végezte.
A torony a Daugava folyó közepén lévő Zaķusala (magyarul: Nyulak szigete) nevű szigeten épült, és a torony alapja mintegy 7 méterrel a tengerszint felett helyezkedik el. Az épületet úgy tervezték, hogy a 198 méteres magasságban elhelyezett három 9,1 tonnás lengéscsillapító segítségével észrevehető rezgés nélkül ellenálljon az akár 44 m/s-os széllökéseknek is, a kilengés a csúcson ilyen sebességné is mindössze 20 centiméter lenne. Bár a szeizmikus aktivitás ritka a területen, a tornyot úgy tervezték, hogy ellenálljon egy Richter-skála szerinti 7,5-es erősségű földrengésnek. A torony tervezett élettartama 250 év.

### Alsó szekció
A torony alsó támasztó szakasza 88 méter magasságig emelkedik, és az épület szokatlan megjelenését adó három pillérből, valamint egy központi épületből áll, amely irodákat és géptermeket tartalmaz. Két nagy sebességű ferde lifttel rendelkezik, egy az északkeleti, egy pedig a délnyugati pillérben található, amelyek mindössze 42 másodperc alatt jutnak fel az alsó szintre. A harmadik pillérben egy lépcsőház található. Az épület egyike a világ mindössze három olyan magas tornyának, amelyek 3 pillérre épültek: ezek a belgrádi Avalai tévétorony és a prágai Žižkovi tévétorony.

### Középső szekció
A középső, 88 és 222 méteres magasság közötti szakasz a berendezéseket és egy darab függőleges liftet tartalmaz. Külsejét COR-TEN, egy alumínium-vas ötvözetből készült időjárás-álló panelekkel burkolták.

### Felső szekció
A 222-368 méter közötti felső rész egy henger alakú szerkezet, amely a különböző antennákat tartja és tartalmazza, és a csúcsán egy zászlórúddal zárul. A 308 méteres magasságban lévő géptermekbe lift vezet, és a további 44 métert lépcsőn lehet megtenni.

## Sugárzott adók

### URH
| Frekvencia (MHz) | Irány/polarizáció (vertikális/horizontális) | Antennamagasság (m) | Effektív sugárzási teljesítmény (kW) | Állomás                                  | PI-kód |
| ---------------- | ------------------------------------------- | ------------------- | ------------------------------------ | ---------------------------------------- | ------ |
| 090,0            | ND/H                                        | 191                 | 0,5                                  | Radio SWH Gold                           | 9045   |
| 090,7            | ND/H                                        | 274                 | 40                                   | Latvijas Radio 1                         | 9211   |
| 091,5            | ND/H                                        | 274                 | 40                                   | Latvijas Radio 2                         | 9222   |
| 094,5            | ND/V                                        | 191                 | 1                                    | Ретро FM                                 |        |
| 095,8            | ND/H                                        | 191                 | 0,7                                  | Latvijas Radio 6 NABA / LR Saeimas sēdes | 9226   |
| 101,8            | ND/H                                        | 274                 | 5,6                                  | Latvijas Kristīgais Radio                | 9786   |
| 102,3            | ND/H                                        | 191                 | 0,23                                 | Radio Skonto Plus                        | 906d   |
| 103,7            | ND/H                                        | 274                 | 9,6                                  | Latvijas Radio 3 Klasika                 | 9233   |
| 104,3            | ND/H                                        | 274                 | 9,6                                  | European Hit Radio                       | 9488   |
| 105,2            | ND/H                                        | 274                 | 20                                   | Radio SWH                                | 9258   |
| 105,7            | ND/H                                        | 274                 | 4,1                                  | Радио SWH+                               | 9002   |
| 106,8            | ND/H                                        | 191                 | 0,57                                 | Radio TEV                                | 906a   |
| 107,2            | ND/H                                        | 274                 | 4                                    | Radio Skonto                             | 906e   |
| 107,7            | ND/H                                        | 274                 | 20                                   | Latvijas Radio 4 Домская Площадь         | 9244   |

### DVB-T
Lettországban csak a H.264/MPEG-4 AVC-t használják videokodec-ként. A 700 MHz-es sávot a digitális kiosztás II. számára 2022. január 6-án reggel 6 óra körül szabaddá tették. Ezzel egyidejűleg SD/HD (1080i) simulcastot indítottak az LTV1 és LTV7 műsorai számára. 
| Csatorna | Frekvencia (MHz) | Multiplex  | Multiplexelt csatornák | Effektív sugárzási teljesítmény (kW) | Diagramm kör (ND)/ irányított(D) | Polarizáción (vertikális/horizontális) | Moduláció          | FEC | COFDM | Nettó bitráta(MBit/s) | SFN   |
| -------- | ---------------- | ---------- | --- | ------------------------------------ | -------------------------------- | -------------------------------------- | ------------------ | --- | ----- | --------------------- | ----- |
| 28       | 530              | LVRTC      | - LTV1 - LTV1 HD - LTV7 - LTV7 HD - Re TV (SD) - Rīga TV24 (SD) - TV4 (SD) | 200                                  | D                                | H                                      | 16-QAM (8-k-Modus) | 3/4 | 1/4   | 14,929                | nincs |
| 31       | 554              | Lattelecom | - TV3 🔒 - РТР-Планета 🔒 - 3+ 🔒 - TV6 🔒 - ПБК 🔒 - РЕН Балтия 🔒 - TV1000 🔒 - S.TV 🔒 - Eurosport 1 🔒 - National Geographic 🔒                                                                    | 200                                  | D                                | H                                      | 64-QAM (8-k-Modus) | 3/4 | 1/4   | 22,394                | nincs |
| 43       | 650              | Lattelecom | - Nickelodeon 🔒 - Дом кино Premium 🔒 - Kanāls 2 🔒 - MTV Music 24 🔒 - Охотник и рыболов 🔒 - 360TV 🔒 - НТВ Мир 🔒 - МУЗ-ТВ 🔒 - VIP Comedy 🔒 - Latvijas Šlāgerkanāls 🔒                           | 200                                  | D                                | ?                                      | 64-QAM (8-k-Modus) | 3/4 | 1/4   | 22,394                | nincs |
| 45       | 666              | Lattelecom | - TLC 🔒 - Discovery Channel 🔒 - Discovery Science 🔒 - Animal Planet 🔒 - Investigation Discovery 🔒 - Travel Channel 🔒 - DTX 🔒 - BBC Earth 🔒 - Nick Jr 🔒 - MTV Europe 🔒 - CNN International 🔒 | 130                                  | D                                | H                                      | 64-QAM (8-k-Modus) | 3/4 | 1/4   | 22,394                | nincs |
| 48       | 690              | Lattelecom | - Fox 🔒 - Fox Life 🔒 - FilmZone 🔒 - СТС Балтия 🔒 - Sony Channel 🔒 - Sony Turbo 🔒 - TV1000 Русское Кино 🔒 - VH1 Europe 🔒 - Дом кино 🔒 - ТНТ 🔒 - Hustler TV 🔒                                 | 200                                  | D                                | H                                      | 64-QAM (8-k-Modus) | 3/4 | 1/4   | 22,394                | nincs |
| 44       | 658              | Lattelecom | - Setanta Sports 🔒 - NBA TV 🔒 - KHL 🔒 - Motorsport.tv 🔒 - KidZone 🔒 - Best4Sport 🔒 - Eurosport 2 🔒 - JimJam 🔒 - Disney Channel 🔒 - Disney XD 🔒 - Disney Junior 🔒                            | 50                                   | D                                | ?                                      | 64-QAM (8-k-Modus) | 3/4 | 1/4   | 22,394                | nincs |
| 59       | 778              | Lattelecom | - Discovery HD Showcase 🔒 - Eurosport 1 HD 🔒 - MTV Live HD 🔒 | 200                                  | D                                | H                                      | 64-QAM (8-k-Modus) | 3/4 | 1/16  | 26,346                | nincs |

🔒 = Conax rendszerrel kódolt adás

## Fordítás
- Ez a szócikk részben vagy egészben  a   Fernsehturm Riga című német Wikipédia-szócikk ezen változatának fordításán alapul.  Az eredeti cikk szerkesztőit annak laptörténete sorolja fel. Ez a jelzés csupán a megfogalmazás eredetét és a szerzői jogokat jelzi, nem szolgál a cikkben szereplő információk forrásmegjelöléseként.
- Ez a szócikk részben vagy egészben  a   Riga Radio and TV Tower című angol Wikipédia-szócikk ezen változatának fordításán alapul.  Az eredeti cikk szerkesztőit annak laptörténete sorolja fel. Ez a jelzés csupán a megfogalmazás eredetét és a szerzői jogokat jelzi, nem szolgál a cikkben szereplő információk forrásmegjelöléseként.